# Sergei Michailowitsch Prokudin-Gorski

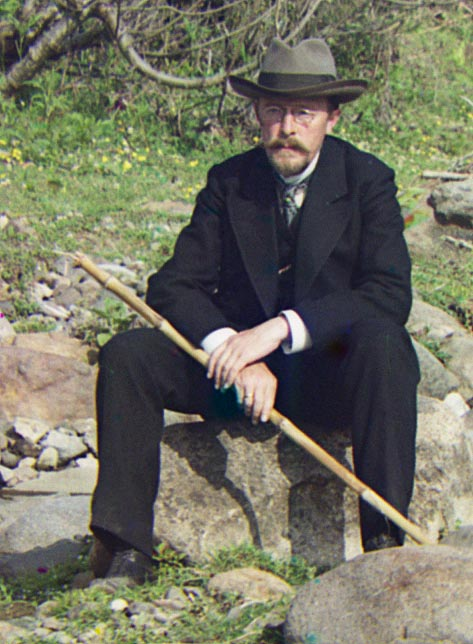
Ausschnitt aus einem Selbstporträt von 1912

Sergei Michailowitsch Prokudin-Gorski (russisch Сергей Михайлович Прокудин-Горский, wiss. Transliteration Sergej Michajlovič Prokudin-Gorskij; * 18. Augustjul. / 30. August 1863greg. in Funikowa Gora, Gouvernement Wladimir, Russisches Kaiserreich; † 27. September 1944 in Paris) war ein russischer Fotograf. Er gilt als Pionier der Farbfotografie.

## Leben und Wirken
Sergei Prokudin-Gorski studierte Chemie bei bekannten Chemieprofessoren wie Mendelejew in Sankt Petersburg, Berlin und Paris. Seine eigenen Forschungen resultierten in Patenten für die Produktion von Farbdias und für die Projektion von bewegten Farbbildern. Um 1905 begann er das Vorhaben, mit Hilfe seiner Erfindungen das gesamte Russische Reich in Farbaufnahmen systematisch zu dokumentieren. Diese sollten unter anderem für die Erziehung von Kindern verwendet werden, um sie über die Geschichte, Gegenwart und Zukunft Russlands zu unterrichten.

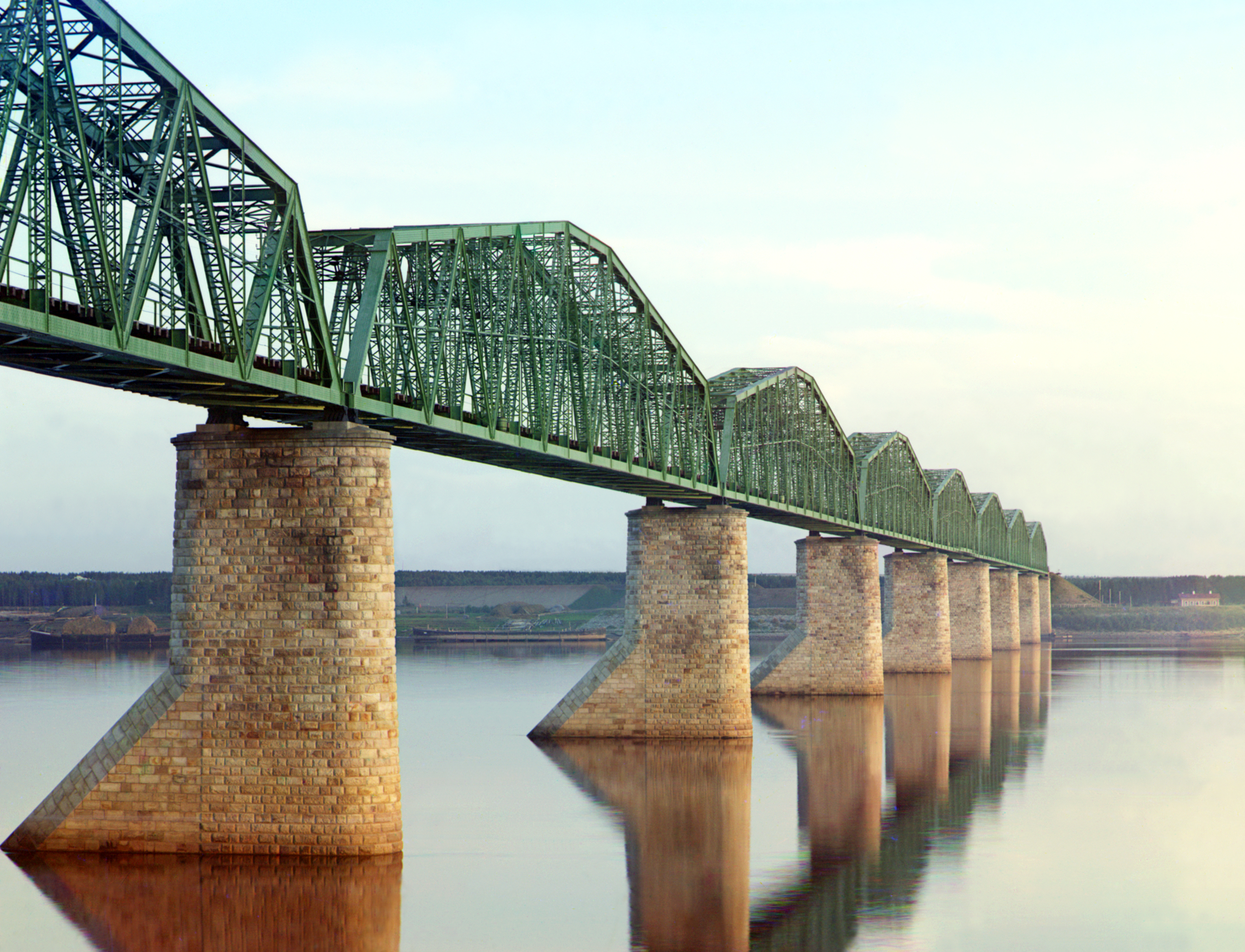
Eisenbahnbrücke über die Kama, Aufnahme zwischen 1909 und 1915

Prokudin-Gorskis Fotografien sind ein sehr bedeutendes geschichtliches Zeugnis des Russischen Reiches kurz vor dem Ausbruch des Ersten Weltkrieges. Seine Motive reichen von mittelalterlichen Kirchen und Klöstern des alten Russlands bis hin zu Eisenbahnlinien und Fabriken der damals modernen Industrie. Eines seiner allerersten Bilder zeigt den Schriftsteller Leo Tolstoi.
Vom Zaren Nikolaus II. mit einer in einem Waggon installierten Dunkelkammer ausgestattet und mit zwei Genehmigungen für das Betreten von Sperrgebieten versehen, begann Prokudin-Gorski 1909 mit seiner fotografischen Arbeit, die er 1915 abschloss. Er verwendete eine Wechselschlittenkamera, die Adolf Miethe entwickelt hatte. Nach der Oktoberrevolution floh er 1918 über Norwegen und England nach Frankreich, wo er sich in Paris niederließ und dort 1944 starb. Die komplette Sammlung seiner Fotografien  wurden 1948 von der Library of Congress erworben und der Öffentlichkeit zugänglich gemacht.

## Fotografisches Verfahren

### Aufnahme

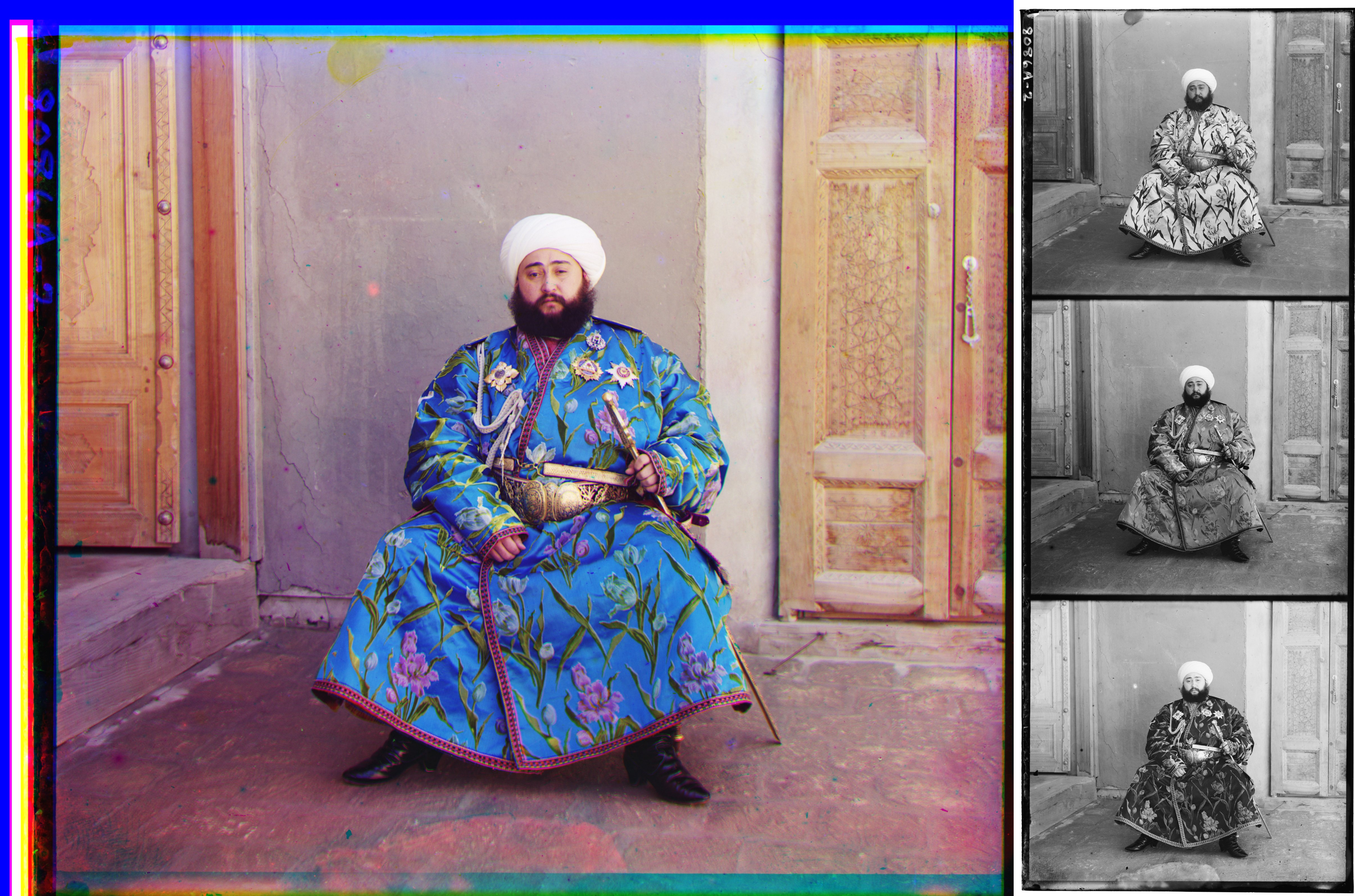
Für diese 1911 aufgenommene Farbfotografie von Alim Khan wurden drei Schwarzweißfotos jeweils durch einen roten, grünen und blauen Filter gemacht (zu sehen am rechten Rand). Für die Farbdarstellung (links) wurden die drei Einzelbilder durch Filter der gleichen Farbe projiziert.

Bei dem von ihm entwickelten Verfahren werden drei monochrome Fotoplatten in schneller Abfolge mit jeweils unterschiedlichen Farbfiltern (Rot, Grün und Blau) aufgenommen.

### Wiedergabe

Die Filter sind zusammen mit der zu belichtenden Glasplatte in einen Schlitten geschoben. Das verwendete Bild zeigt keinen Projektor, sondern ein Aufnahmegerät und das Prinzip. Das Gerät wurde der Übersichtlichkeit halber getrennt dargestellt. Der Schlitten wird nach jeder (Teil)Aufnahme über einen pneumatischen Mechanismus (nicht abgebildet) um ein Bild nach unten gefahren, sodass der nächste Farbauszug aufgenommen werden kann.

Durch die Projektion aller drei Platten mit Hilfe des dem Farbfilter entsprechenden Lichts entstand eine farbige Abbildung des fotografierten Originals.
Dies bedeutet: drei mit dem entsprechenden Filter versehene Lichtquellen projizieren ihr Bild der jeweiligen Fotoplatte, nach dem Dia-Prinzip mittels additiver Farbmischung, auf eine Leinwand. Man konnte jedoch die so entstandenen Bilder damals nicht auf Fotopapier entwickeln.